# Ludovic Boulesteix
Ludovic Boulesteix, né le 13 septembre 1973, est un kayakiste français de slalom. 
Il est médaillé d'argent en kayak monoplace (K1) par équipe aux Championnats du monde 1997 à Três Coroas.